# Distrito de Ate
El distrito de Ate, también llamado Ate Vitarte, es uno de los cuarenta y tres distritos que conforman la provincia de Lima, ubicada en el Perú. Limita al norte, con el distrito de Lurigancho-Chosica; al este, con el distrito de Chaclacayo; al sur, con los distritos de Cieneguilla, Pachacámac y La Molina; al suroeste, con los distritos de Santiago de Surco y San Borja; al oeste, con los distritos de San Luis y El Agustino; y al noroeste, con el distrito de Santa Anita y nuevamente con el distrito de El Agustino.

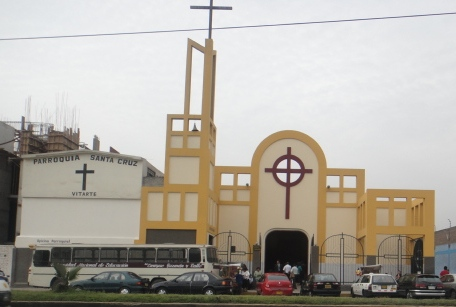
Parroquia en Ate Vitarte.

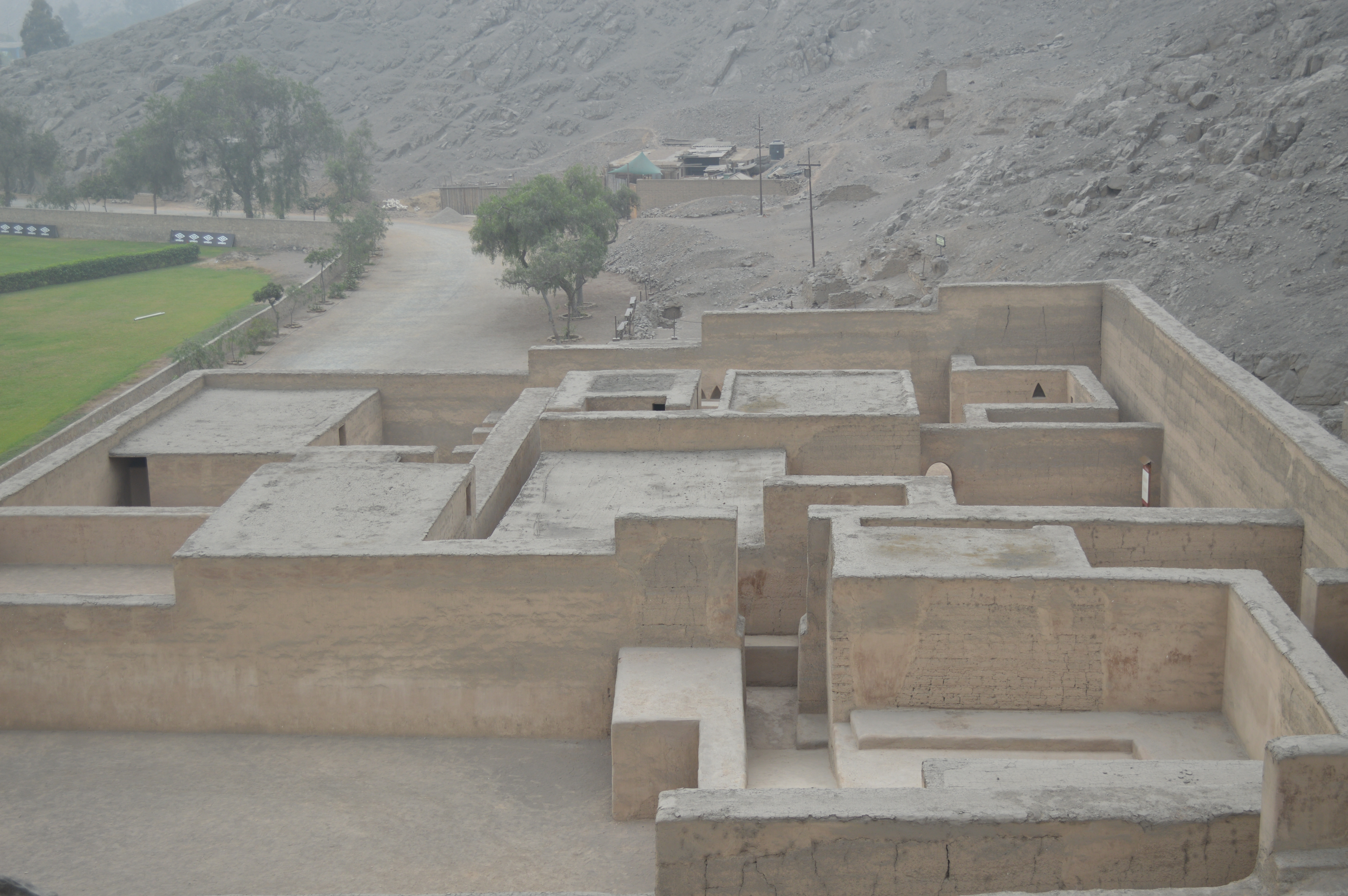
Complejo Arqueológico Puruchuco.

La ciudad de Ate fue la capital del distrito hasta el 13 de febrero de 1951, donde se dispuso, mediante una ley del Congreso de la República, que la ciudad de Vitarte sea la capital.
Es considerado como un distrito de gran extensión territorial y poblacional en Lima Este. Tiene zonas habitadas en gran parte por familias de nivel socioeconómico medio, medio bajo y bajo, y por familias con un alto nivel de pobreza y/o pobreza extrema. Asimismo, posee zonas donde se alberga un alto índice de inseguridad ciudadana en la capital.

## Etimología
En cuanto al origen del nombre de Ate, existen varias tendencias. La más aceptada, de acuerdo a algunos historiadores, es de la expresión Late de origen aimara, y que posiblemente haya pertenecido a una civilización pre-inca.
Otra teoría, es que el nombre del pueblo de Vitarte tiene su origen en el apellido de la familia española Ubitarte, propietaria de la hacienda Ubitarte, ubicada en gran parte del actual distrito.
Atiq significa ganador en quechua. Cabe la secuencia lingüística: Atiq > ati > ate.

## Historia
El distrito de Ate fue fundado mediante ley expresa el 4 de agosto de 1821, por el general José de San Martín, a pocos días de la declaración de la independencia del Perú. Dicha ley, creó la provincia de Lima y los distritos en los que se dividiría: Ancón, Carabayllo, Lurigancho-Chosica, Ate, Pachacámac, Chorrillos y Lima.
Existen sitios arqueológicos, que demuestran que la zona estuvo poblada anteriormente por culturas prehispánicas, incluso, por el Imperio Inca. Uno de los lugares preincas mejor conservados y restaurados en el distrito es el sitio arqueológico de Puruchuco (sombrero de plumas), se encuentra a la altura del kilómetro 4.5 de la Carretera Central, rodeado actualmente por la expansión urbana. En el lugar se ha instalado un museo de sitio promovido por su descubridor Arturo Jiménez Borja, primero de su clase en el Perú.
Vitarte cobró importancia durante el gobierno del mariscal Ramón Castilla, quien otorgó sus terrenos, entre 1855 y 1862, al ciudadano don Carlos López Aldana para proteger el desarrollo de la industria nacional.
Carlos López Aldana fundó la Fábrica de tejidos Vitarte en 1872 (posteriormente CUVISA), lo que dio lugar a la construcción de viviendas para los obreros y sus familias, quienes al afincarse formaron el pueblo de Vitarte. Mientras que, nuevas industrias se iban instalando en la zona convirtiéndola por las siguientes décadas en el principal polo industrial de Lima.
Desde el siglo XIX, Ate fue una zona altamente industrial donde se establecieron las primeras fábricas textiles de Lima. En ese sentido, fue en la localidad de Vitarte donde se inició el movimiento sindical peruano en 1890. En 1896, en Vitarte se provoca la primera huelga de obreros del país. La protesta se originó como consecuencia del maltrato y pésimas condiciones de trabajo de los obreros textiles en el Perú, con jornadas de labores de 16 horas diarias, además de pésimas condiciones de vivienda. En 1911, promueven el primer gran paro metropolitano de los trabajadores de Lima, los obreros se organizan y fundan, el 26 de mayo, la Unificación Obrera Textil Vitarte. La cual, tras muchos esfuerzos más, consiguió que el gobierno de José Pardo reconociera, con la ley N° 3010 del 16 de diciembre de 1918, la supresión del trabajo dominical y con la ley del 15 de enero de 1919, el derecho a la jornada laboral de las ocho horas.
El 13 de febrero de 1951, con la Ley N.º 11951, la capital del distrito pasó del pueblo de Ate, al pueblo de Vitarte. Lo que dio origen a que el distrito sea llamado Ate Vitarte.
Asimismo, en el siglo XX, se inició un continuo desmembramiento de lo que fue el territorio original de Ate para la creación de otros distritos como La Victoria (1920), Chaclacayo (1926), Santiago de Surco (1944), La Molina (1962), Santa Anita (1989) y Huaycán (2021).
Desde la década de 1980, Vitarte se convierte en uno de los principales focos receptores de la migración provinciana, que a estas alturas, ya había copado el casco tradicional de Lima. Esto trajo, como consecuencia, la urbanización de Ate y su integración al Aglomerado Urbano, causando la pérdida del territorio agrícola que tenía en un inicio, al ser un distrito ribereño al río Rímac. Con sectores comerciales donde abunda el comercio informal como Ceres, Villa Vitarte, Santa Clara, Huaycán y Valdiviezo. Así como también, zonas residenciales consolidadas, como las urbanizaciones de Mayorazgo y Salamanca de Monterrico. Estas urbanizaciones, con mejor gestión pública, se encuentran en el límite con los distritos de La Molina, Santiago de Surco y San Borja. 

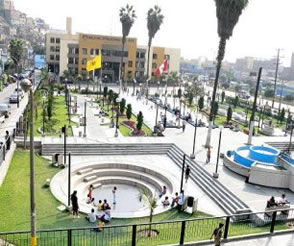
La Plaza de Armas de Ate Vitarte, en la Ciudad de Vitarte.

## Geografía y límites distritales

### Ubicación
El distrito de Ate está ubicado en Lima Este. Cuenta con una superficie de 77,72 km² y su altitud media es de 355 m s. n. m.

### Límites
Limita al norte, con el distrito de Lurigancho-Chosica; al este, con el distrito de Chaclacayo; al sur, con los distritos de Cieneguilla, Pachacámac y La Molina; al suroeste, con los distritos de Santiago de Surco y San Borja; al oeste, con los distritos de San Luis y El Agustino; y al noroeste, con el distrito de Santa Anita y nuevamente con el distrito de El Agustino. 
| Noroeste: Santa Anita / El Agustino     | Norte: Lurigancho-Chosica                 | Nordeste: Lurigancho-Chosica |
| Oeste: El Agustino / San Luis           |                                           | Este: Chaclacayo             |
| Suroeste: San Borja / Santiago de Surco | Sur: La Molina / Pachacámac / Cieneguilla | Sureste: Cieneguilla         |

## División Administrativa
El cuadro muestra el centro poblado que pertenece al distrito de Ate.
| Centro Poblado | Tipo de Centro Poblado |
| -------------- | ---------------------- |
| Vitarte        | Urbano                 |

## Clima
El clima de Ate por su gran extensión es variado, templado, con alta humedad atmosférica y constante nubosidad durante el invierno. Tiene además la particularidad de tener lluvias escasas a lo largo del año. La garúa o llovizna, lluvia con gotas muy pequeñas, cae durante el invierno. En verano llueve a veces con cierta intensidad pero son de corta duración.
La temperatura media anual es de 15.5 °C., las temperaturas máximas en verano pueden llegar a 32 °C y las mínimas en invierno a 8 °C; en cada caso producen sensación de excesivo frío o intenso calor, debido a la alta humedad atmosférica. El territorio comprendido al oeste del distrito entre las urbanizaciones de Valdiviezo, El Bosque y Salamanca de Monterrico, se caracteriza por poseer un clima húmedo y frío durante la mayor parte del año. Asimismo, las urbanizaciones de Salamanca de Monterrico y El Olimpo corresponden a la ecozona denominada región Yunga, siendo la parte menos extensa del distrito. En el otro territorio que comprende el este, la parte alta desde Vitarte hasta Santa Clara y Huaycán, el clima experimenta un cambio drástico, tornándose más caluroso y seco, esta ecozona es denominada Chaupiyunga cálida.

## Uso general del suelo
- El área eriaza es de 2.968 ha, constituida por cerros no aptos para su habilitación.
- El área agrícola es de 571 ha, se ubica al extremo este del distrito.
- El área arqueológica es de 112 ha.
- El área de explotación minera es de 337 ha.
- El área urbana es de 3.783 ha e incluye el uso residencial, industrias, comercios y otros.

## Zonas arqueológicas
Palacio Arqueológico Puruchuco

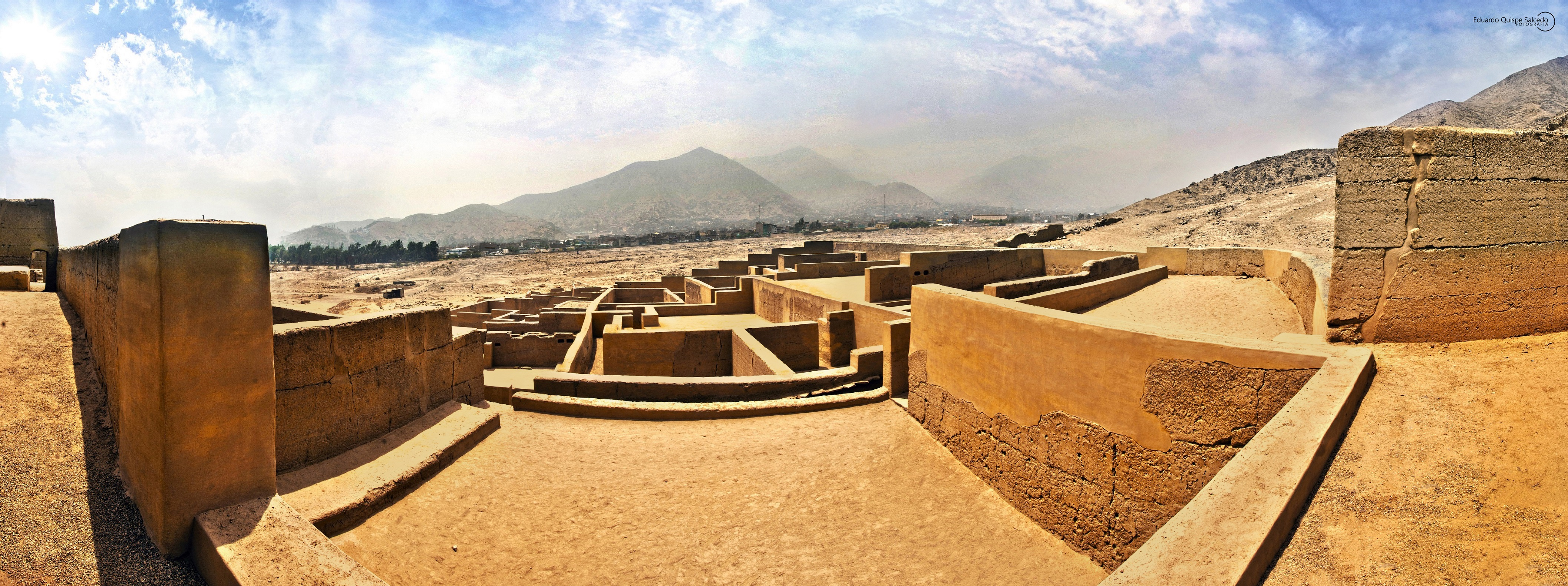
Zona arqueológica Monumental de Huaycán de Pariachi.

Construcción precolombina que data del siglo II. Uno de los restos arqueológicos prehispánicos más representativos de la zona este de la provincia de Lima.
Zona arqueológica Monumental Huaycán de Pariachi
Época Intermedio Tardío, Horizonte Tardío; Cultura Ychma e Inca.
Complejo Arqueológico Huanchihuaylas
Ubicado la localidad del mismo nombre, en el que se pueden apreciar pirámides truncas.
Huaca Catalina Huanca
Ubicado al lado de los terrenos de la arenera San Martin.

## Sitios de interés
Barrio Obrero de Vitarte
Se puede apreciar algunos testimonios de lo que fueron las construcciones de antaño, el Palacio Municipal y sus calles próximas.
Estadio Monumental
Estadio principal del Club Universitario de Deportes, es el más grande del Perú y el segundo más grande de Sudamérica. Inaugurado en el año 2000, posee una capacidad para 80 093 espectadores.
Clubes Sociales
Clubes de esparcimiento, deportivos forman parte de este gran distrito. Entre ellos destacan "La Granja Azul", "Club Hebraica", "Hotel El Pueblo", "Dionys", "Parque de las Leyendas - sede Huachipa (ex Zoológico de Huachipa)".
Casa Museo Villa Mercedes
Es una casa museo. El lugar fue la residencia del líder del APRA, Víctor Raúl Haya de la Torre.
Planetario Nacional Peruano Japonés Mutsumi Ishitsuka
Es un Planetario y Observatorio astronómico.
Parque de los Anillos
Está ubicado en el cruce de la avenida Separadora Industrial con la vía de Evitamiento, en la localidad de Salamanca.

### Localidades
En el distrito de Ate se encuentran varias localidades, como: Vitarte, Huaycán, Santa Clara, Salamanca, Valle Amauta, Manylsa, Mayorazgo, San Juan, Gloria Grande, Gloria Chica, Ceres, Tilda, Los Portales de Javier Prado, Santa Raquel, etc.

### Centros comerciales

#### C.C Plaza Vitarte
Ubicado en el kilómetro 7.5 de la Carretera Central, en el cruce con el jirón El Progreso.

#### Real PlazaSanta Clara
Ubicado en la localidad de Santa Clara, fue inaugurado en enero de 2010. Cuenta con un hipermercado Plaza Vea, una tienda de mejoramiento del hogar Promart y un cine Cineplanet.

#### Real Plaza Puruchuco
Inaugurado en noviembre de 2019, se encuentra en el cruce de la carretera Central y la avenida Vista Alegre, en un área que alcanza los 140 000 m². Es uno de los centros comerciales más grandes de la capital. Su oferta comercial se distribuye en tres niveles, siendo el segundo centro comercial con mayor área arrendable de la cadena. Cuenta con tres tiendas departamentales Oechsle, Falabella y Ripley, una tienda fast fashion H&M, dos hipermercados Plaza Vea y Tottus, una tienda de mejoramiento del hogar Sodimac, una cadena de cines Cineplanet y un gimnasio Smart Fit, además de 400 tiendas menores. Además, se espera que tenga una estación de Metro que le dará acceso directo a la línea 2 del Metro de Lima.

## Educación

### Colegios
- Institución Educativa №1143 Domingo Faustino Sarmiento, fundado en 1918, es el colegio más antiguo con el que cuenta el distrito, de nivel primaria, de asistencia mixta y de turno continuo (mañana y tarde).
- Colegio Víctor Raúl Haya de la Torre - ex INEI 46 uno de los colegios más emblemáticos del distrito
- Colegio Nacional Mujeres Edelmira del Pando,[7][8] fundado el 14 de abril de 1961, es primer y único colegio de mujeres del distrito. Este plantel posee una vasta tradición como alma mater de diversas personalidades de la historia, la política, el arte y la intelectualidad. En los turnos mañana y tarde funciona únicamente para mujeres. Y en la nocturna es mixta, tanto para hombres y mujeres en los niveles inicial, primaria y secundaria.[9]
- Colegio Nacional Vitarte
- Colegio Fraternidad Universal, fundado el 23 de octubre de 1991, cuenta con cancha deportiva y sala de computación.
- Colegio Santa Ángela, se estableció en 1971, en Salamanca de Monterrico, dos Canchas deportivas, vestidores, salones con proyectores, sala de computación, dos laboratorios, gimnasios y cafeterías, graderías techadas y auditorio.
- Colegio Alpamayo, se trasladó de Santiago de Surco hacia Ate en 1999.
- Colegio Nuestra Señora de la Merced, fundado el 6 de enero de 1917, el primer local donde funcionó estuvo en el centro de Lima, trasladándose a Ate desde 1972.
  - Colegio San Isidro, cuenta con tres de sus cinco sedes dentro del distrito, donde funciona desde 2002.
  - Colegio San Alfonso, cuenta con 2 piscinas, 2 estadios.
  - Colegio El Paraíso, cuenta con un campo deportivo.
  - Colegio I.E.P. Belén, uno de lo colegios con más alumnos ingresantes en las universidades estatales.
  - Colegio 1227 indira Gandhi

## Festividades
- Noviembre: Señor de los Milagros

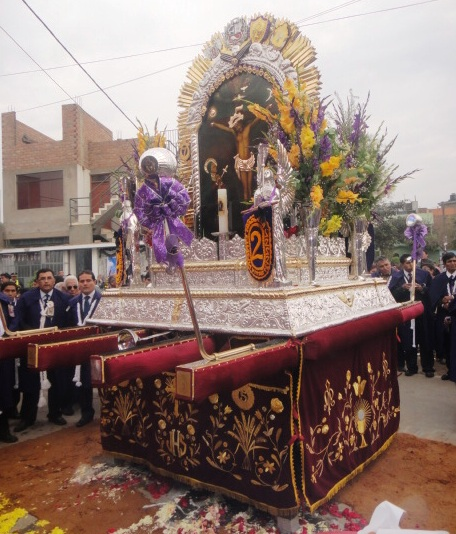
Señor de los Milagros de Vitarte.

- Diciembre: San Martín de Porres - Patrono de la Diócesis de Chosica
- Julio: Santísima Virgen del Carmen de Vitarte

## Autoridades

### Municipales
| Cargo    | Autoridad electa                | Partido político | Partido político         |
| -------- | ------------------------------- | ---------------- | ------------------------ |
| Alcalde  | Franco Vidal Morales            |                  | Avanza País              |
| Regidora | Gisela Casavilca Ñahui          |                  | Avanza País              |
| Regidora | Mónica Rosángela Chávez Campos  |                  | Avanza País              |
| Regidora | Geraldine Nancy Aguirre Galarza |                  | Avanza País              |
| Regidor  | Luiggi Piero Flores Pensa       |                  | Avanza País              |
| Regidora | Daphne Nicole Perez Reyes       |                  | Avanza País              |
| Regidor  | Fabio Huamancayo Astoray        |                  | Avanza País              |
| Regidora | Silvana Evelyn Anglas Vásquez   |                  | Avanza País              |
| Regidor  | Jordy Estevens Machaca Meza     |                  | Avanza País              |
| Regidora | Danna Verónica Perea Nuñez      |                  | Avanza País              |
| Regidor  | Ricardo Antonio Parada Dávila   |                  | Podemos Perú             |
| Regidora | Elizabeth Nancy Cabezas Flores  |                  | Podemos Perú             |
| Regidor  | Erasmo Lázaro Bendezú Ore       |                  | Alianza para el Progreso |
| Regidora | Nelly Cuellar Alegría           |                  | Acción Popular           |
| Regidora | Leha Susan Carhuaricra Marcelo  |                  | Somos Perú               |
| Regidora | Julia Jesy Reyes Osco           |                  | Renovación Popular       |

### Comisarías de Ate
- Comisaría PNP Vitarte:

Cmdte. PNP. Jose Miguel Ruiz Huanca
- Comisaría PNP Santa Clara:

My. PNP. Alexander Merardo Gadea Rivera
- Comisaría PNP Huaycán:

Cmdte. PNP. Gilberto Virgilio Uriarte Caña
- Comisaría PNP Salamanca:

My. PNP. Carlos Dennis Toleda Cuya
- Comisaría PNP Yerbateros: ubicada en el distrito de San Luis.

My. PNP. Arturo Ojeda Prado

### Religiosas
- Parroquia de la Santa Cruz
  - Párroco: Reverendo: Francisco Aricoche Acuña.

## Deportes

### Fútbol
La liga distrital ateña está compuesta de los siguientes equipos:
| Equipos de fútbol | Equipos de fútbol         | Equipos de fútbol | Equipos de fútbol |
| N.º               | Club                      | Liga              |                   |
| ----------------- | ------------------------- | ----------------- | ----------------- |
| 1                 | Hijos de Acosvinchos      | Copa Perú         |                   |
| 2                 | Dínamo Vitarte            | Distrital         |                   |
| 3                 | Villa Vitarte             | Distrital         |                   |
| 4                 | Sporting Vitarte          | Distrital         |                   |
| 5                 | Universitario Santa Clara | Distrital         |                   |
| 6                 | Alianza Huaycán           | Distrital         |                   |
| 7                 | América de Cochahuayco    | Copa Perú         |                   |
| Entre otros.      |                           |                   |                   |

### Clubes destacados
Hay numerosos clubes que practican diversos deportes en el distrito.
En el distrito de Ate, se encuentra el Estadio Monumental - "U" del Club Universitario de Deportes (con aforo para más de 80 mil espectadores), que es el segundo estadio más grande de Sudamérica y el más grande del Perú (inaugurado en el año 2000).

## Transporte

### Estaciones delMetro de Lima y Callao

#### Línea 2
- Evitamiento
- Óvalo Santa Anita
- Colectora Industrial
- Hermilio Valdizán
- Mercado Santa Anita
- Vista Alegre
- Prolongación Javier Prado
- Municipalidad de Ate

### Corredores complementarios
En cuanto al servicio de buses urbanos brindado por los corredores complementarios, circulan por el distrito las líneas 201, 204, 206 y 209 del corredor rojo. Las líneas 201 y 209 recorren la mayoría de la avenida Javier Prado del distrito, teniendo su paradero inicial en el cruce con la Carretera Central, en la urbanización Ceres. 

## En la cultura popular
- Junto al distrito de La Molina, Ate fue el escenario central de la mayoría de los sketches llamados Las viejas de La Molina, en el programa televisivo humorístico, El especial del humor.

## Ciudades Hermanas
- Tuluá, Colombia[11]

- Villa María (Córdoba), Argentina[11]
- Valle de Trápaga, España[11]
- Andahuaylas[12]
- Distrito de Padre Abad[13]

Cooperación específica:
- Serpa, Portugal[11]
- Valladolid, España[11]
- Alto Ampurdán, España[11]
- Borba (Portugal), Portugal[11]